# 강룡운
강룡운(1942년 4월 25일 ~ )은 조선민주주의인민공화국의 전직 축구 선수이다. 현역 시절 포지션은 공격수였다.